# Neil Finn
Neil Mullane Finn OBE (* 27. Mai 1958 in Te Awamutu) ist ein neuseeländischer Rockmusiker mit irischen Vorfahren.
Finn singt, spielt Gitarre und Klavier und ist Pop-Songwriter. Einem größeren Publikum bekannt wurde er als Sänger und hauptsächlicher Songschreiber der Bands Split Enz und Crowded House. Unter Kritikern gilt er als einer der wichtigsten Songwriter seiner Generation.

## Leben

### Kindheit und Jugend
Neil Finn wurde im neuseeländischen Te Awamutu als Sohn des Buchhalters Richard Finn und dessen Frau Mary (geb. Mullane) als jüngstes von vier Kindern geboren. Das musikalische Talent der Kinder, das von den Eltern gefördert wurde, trat zuerst bei Neils älterem, 1952 geborenen Bruder Brian (besser als Tim Finn bekannt, nach dessen zweitem Vornamen) auf, der mit Schulkameraden intensiv britische Rockmusik hörte und bald auch spielte.
Neil hörte, von seinem älteren Bruder beeinflusst, viel Musik von den Beatles, den Kinks, den Dave Clark Five und den Bee Gees. Er lernte Gitarre und Klavier spielen und erprobte bereits als Kind den mehrstimmigen Harmoniegesang seiner Vorbilder.
Als Brian 1972 im Alter von 19 Jahren zusammen mit Schulfreund Philip Judd die Avantgarde-Combo Split Enz gründete und seinen zweiten Namen Timothy/Tim als Künstlernamen annahm, begann Neil ihm nachzueifern.

### Bei Split Enz
Nach einer kurzlebigen eigenen Band After Hours, die der 18-Jährige 1976 mit zwei Freunden gegründet hatte, trat Neil 1977 direkt nach seiner Schulzeit Split Enz als Gitarrist bei (die veränderte Schreibweise sollte auf die neuseeländische Herkunft – NZ für New Zealand – hinweisen). Er durchlief eine steile Lernkurve bei der Band, die zum damaligen Zeitpunkt bereits drei Alben veröffentlicht hatte und als Entdeckung von Roxy-Music-Gitarrist Phil Manzanera galt. Erste vorsichtige Schritte als Songschreiber führten 1980 nach zwei Flops zum ersten internationalen Erfolg der Band mit der Single I Got You, die in England Platz 12 erreichte.
Ab dann teilten sich die Brüder Tim und Neil bei Split Enz die Hauptarbeit als Songschreiber. Drei Alben später verließ Tim die Band, um eine Solokarriere einzuschlagen. Ohne Frontmann Tim erschien die Zukunft trotz anhaltenden Erfolgs fraglich; daher löste sich die Gruppe nach einer letzten Tournee Ende 1984 auf.

### Übergangszeit
1983, kurz vor Ende von Split Enz, war der junge Schlagzeuger Paul Hester der Band beigetreten. Mit ihm, dem Reels-Gitarristen Craig Hooper und einem enthusiastischen Bassisten namens Nicholas Seymour trat Neil als The Mullanes auf, die eine Australientournee machten, die sich als Totalflop erwies. Hooper trat bald darauf aus und der Fortgang erschien erneut fraglich. Finn und Hester gingen auf der Suche nach einer Plattenfirma und einem Produzenten für Monate nach Los Angeles. 1986 bekamen sie einen Vertrag bei Capitol Records und mit Mitchell Froom einen talentierten Produzenten. Gegen Ende der Aufnahmen des ersten Albums entschied sich die Band für den seltsamen Namen Crowded House.

### Crowded House

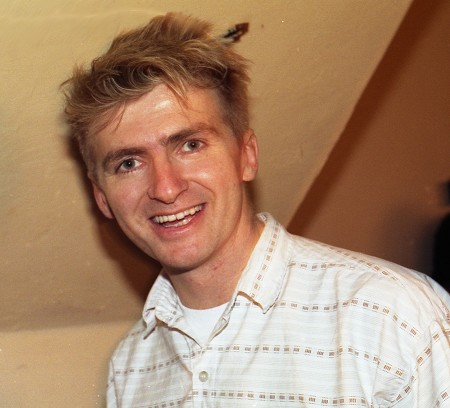
Neil Finn (1987)

Das gleichnamige Debütalbum (1986) drohte ein Flop zu werden, als die ersten beiden Singles World Where You Live und Mean to Me ohne Resonanz untergingen. Mit der dritten Single und einer ausgeklügelten „Guerilla“-Promotionkampagne gelang der Durchbruch: Don't Dream It's Over, eine melancholische Rockballade mit souligem Einschlag und einer altmodisch klingenden Hammondorgel im Instrumentalteil, brachte es bis auf Platz 2 der US-Charts. In ihrem Fahrwasser brachte es auch das Album zu größeren Verkaufszahlen und die Folgesingle Something So Strong gelangte in die US-Top 10. Doch das zweite Album Temple of Low Men (1988) brachte wieder Ernüchterung; die Verkaufszahlen in den USA und dem Rest der Welt waren enttäuschend. 1989 löste Finn inmitten einer kreativen Krise das Trio sogar für einige Wochen auf.
1990 trat sein Bruder Tim (dessen Solokarriere ins Stocken geraten war) in die Band ein. Zusammen überwanden die Brüder Neils Schreibblockade und Crowded House brachten als Quartett 1991 das Album Woodface heraus, das in den USA kaum beachtet wurde, mit mehreren Singles der Band aber erstmals Erfolge in England und Kontinentaleuropa brachte. Seither ist der Titel Weather with You ein fester Bestandteil rockorientierter Radiostationen. Tim Finn verließ die Band allerdings bereits bald nach der Veröffentlichung des Albums wieder.
Ein weiteres Album, Together Alone (1993), gilt heute als künstlerischer Höhepunkt von Crowded House und Neil Finn, der sich als Songwriter gereift und vielseitig zeigte. Hier wurden Elemente songorientierter Rockmusik mit neuseeländisch-ethnischen Einflüssen gekonnt vermischt.
Crowded House hatten bereits 1992 als „bester Live Act“ den Brit Award gewonnen; 1992 und 1993 gewann Neil für seine Arbeiten auf Woodface und Together Alone zweimal hintereinander den Q Award als weltbester Songwriter. Doch als Paul Hester während der 1994er Amerikatournee die Band aufgrund psychischer Probleme verließ, war das Ende abzusehen. Zwei Jahre später löste Finn seine zweite Band nach einem großen Abschiedskonzert auf.
Im Jahr 2007 taten sich Neil Finn und Nick Seymour mit weiteren Musikern (Hester hatte sich in der Zwischenzeit das Leben genommen) wieder als Crowded House zusammen, veröffentlichten das Album Time on Earth und gingen auf eine ausgiebige Welttournee. Das Album Intriguer wurde im Juni 2010 veröffentlicht, parallel zu einer weiteren Welttournee.

### Solokarriere / Kollaborationen / Finn Brothers
1998 erschien Neils erstes Soloalbum. Try Whistling This war ein respektabler Verkaufserfolg; in den englischen Charts erreichte es Platz 5. Drei Jahre später versuchte sich Finn als alleiniger Produzent mit seinem Album One Nil. Er stellte das Album zusammen mit namhaften Musikerkollegen wie Eddie Vedder, Johnny Marr und Ed O’Brien unter dem Titel 7 Worlds Collide in einer später als Live-CD und -DVD veröffentlichten Reihe von Livekonzerten in Auckland vor. Ebenfalls 2001 komponierte Neil Finn seine erste Filmmusik für Christine Jeffs Film Rain.
Das Konzept 7 Worlds Collide wurde 2008/2009 fortgesetzt.
Zusammen mit Bruder Tim hatte er bereits 1995 ein Lo-Fi-Album aufgenommen, auf dem die Brüder alle Instrumente selbst spielten und die Songs relativ „unbehauen“ für sich sprechen ließen. Neun Jahre später folgte mit Everyone Is Here ein weiteres Duoalbum, das klanglich stark an Woodface erinnert.
Der von Finn auf Grundlage des Zwergenliedes von Howard Shore (mit tolkienschen Textzeilen) verfasste und gesungene Song of the Lonely Mountain ist Teil des im Dezember 2012 erschienenen Soundtracks zum Film Der Hobbit – Eine unerwartete Reise von Regisseur Peter Jackson.
Im April 2018 wurde bekannt, dass Finn Fleetwood Mac beigetreten sei und mit der Band auf Tournee gehen werde.

### Privatleben
Neil Finn ist seit 1982 verheiratet und hat mit seiner Frau zwei Söhne (Liam, * 1983; Elroy, * 1987), die selbst im Musikgeschäft tätig sind und seit 2019 in seiner Band spielen. 1993 erhielt er ebenso wie sein Bruder Tim für seine Verdienste im Musikgeschäft das Offizierskreuz des Order of the British Empire.

## Diskografie

### Alben mit Split Enz
- Dizrythmia (1977)
- Frenzy (1979)
- True Colours (1980)
- Waiata/Corroborree (1981)
- Time & Tide (1982)
- Conflicting Emotions (1983)
- See Ya Round (1984)
- The Living Enz (Live-Doppelalbum, 1985)

### Alben mit Crowded House
- Crowded House (1986)
- Temple Of Low Men (1988)
- Woodface (1991)
- Together Alone (1993)
- Recurring Dream (Best-Of-CD, 1996)
- Afterglow (Raritätenalbum, 1999)
- Farewell To The World (Livealbum, 2006)
- Time On Earth (2007)
- Intriguer (2010)
- Dreamers Are Waiting (2021)
- Gravity Stairs (2024)

### Alben mit Tim als „Finn Brothers“
- Finn (1995)
- Everyone Is Here (2004)

### Soloalben und weitere Veröffentlichungen
- Try Whistling This (1998)
- One Nil (2001)
- Rain (Filmmusik, 2001)
- I am Sam (Filmmusik, 2001) – das Beatles-Cover Two of Us mit seinem Sohn Liam Finn
- One All (2002, nur USA)
- 7 Worlds Collide (Live-Album und -DVD, 2002) – mit Eddie Vedder, Radiohead-Mitgliedern Ed O’Brien und Phil Selway, Johnny Marr und Lisa Germano
- 7 Worlds Collide: The Sun Came Out (Doppelalbum, 2009) – mit Ed O’Brien und Phil Selway, Johnny Marr, Sebastian Steinberg, Wilco und KT Tunstall[2]
- Song of the Lonely Mountain (Titellied zu Der Hobbit – Eine unerwartete Reise, 2012)
- Goin’ Your Way (Neil Finn & Paul Kelly, 2013)
- Dizzy Heights (2014)
- iTunes Session (2015)
- Out of Silence (2017)
- Lightsleeper (2018) mit Liam Finn

## Auszeichnungen für Musikverkäufe
| Goldene Schallplatte - Australien - 2003: für das Videoalbum 7 Worlds Collide |

Anmerkung: Auszeichnungen in Ländern aus den Charttabellen bzw. Chartboxen sind in ebendiesen zu finden.
| Land/RegionAuszeichnungen für Musikverkäufe (Land/Region, Auszeichnungen, Verkäufe, Quellen) | Silber  | Gold     | Platin     | Verkäufe | Quellen          |
| -------------------------------------------------------------------------------------------- | ------- | -------- | ---------- | -------- | ---------------- |
| Australien (ARIA)                                                                            | —       | 3× Gold3 | Platin1    | 147.500  | aria.com.au      |
| Neuseeland (RMNZ)                                                                            | —       | 2× Gold2 | 2× Platin2 | 40.000   | radioscope.co.nz |
| Vereinigtes Königreich (BPI)                                                                 | Silber1 | Gold1    | —          | 160.000  | bpi.co.uk        |
| Insgesamt                                                                                    | Silber1 | 6× Gold6 | 3× Platin3 |          |                  |